# Rhinischia nigriventris
Rhinischia nigriventris är en insektsart som först beskrevs av Bruner, L. 1915.  Rhinischia nigriventris ingår i släktet Rhinischia och familjen vårtbitare. Inga underarter finns listade i Catalogue of Life.